# Stefan Sadorski

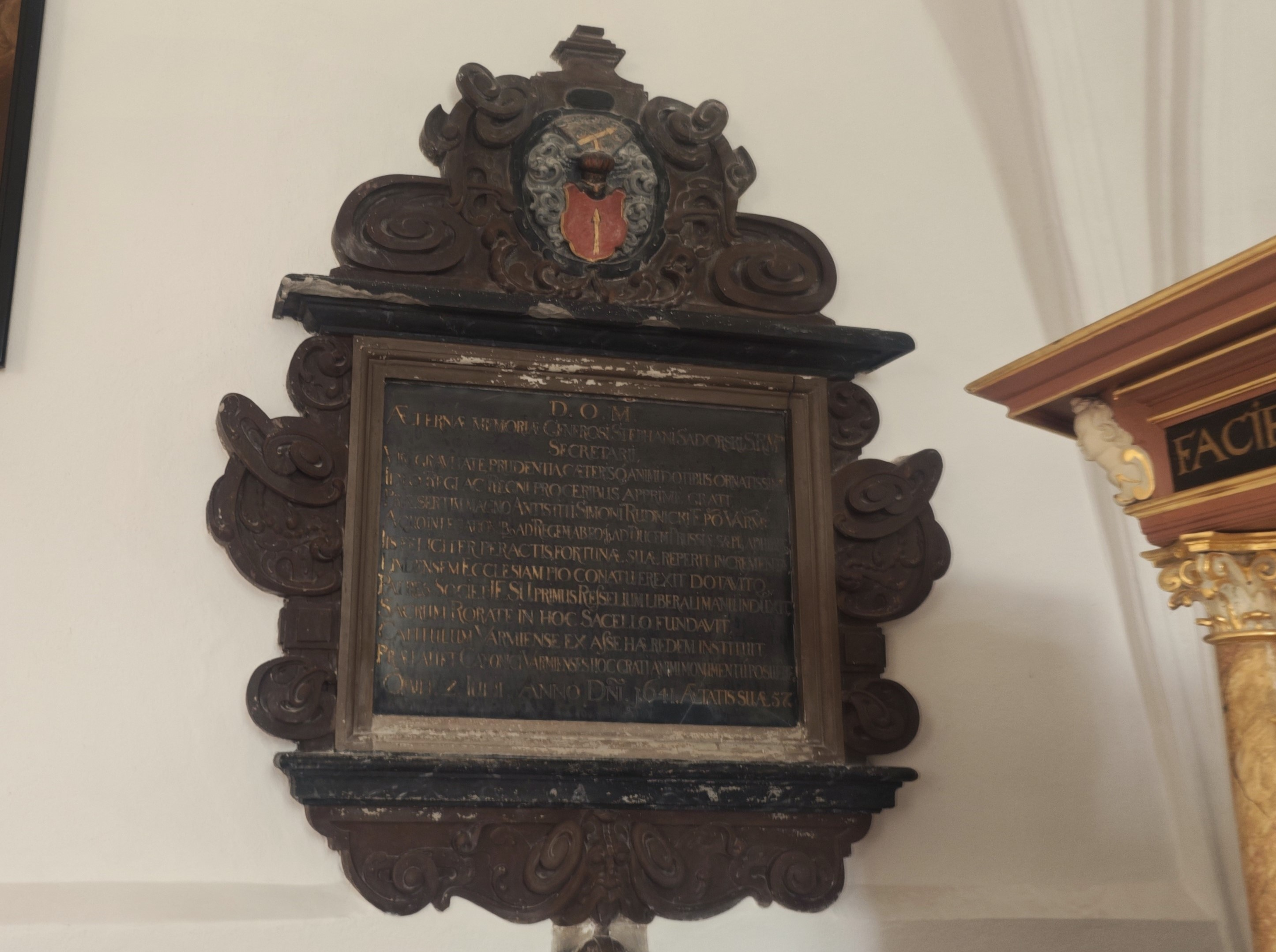
Epitafium upamiętniające Stefana Sadorskiego w kaplicy św. Jerzego we Fromborku

Stefan Sadorski (ur. w 1581, zm. 2 lipca 1640 w Księżnie koło Prosit) – sekretarz królewski króla Zygmunta III, a następnie jego syna Władysława IV.
Pochodził z polskiej rodziny szlacheckiej. Był właścicielem majątków ziemskich w Prusach Książęcych,m.in. w Linkowie, Łynie koło Nidzicy oraz na Warmii m.in. Leginy gm. Reszel.
Znał kilka języków. Był sekretarzem króla Zygmunta III Wazy. Jako polski dyplomata reprezentował także interesy króla Władysława IV. Jego misje dyplomatyczne dotyczyły głównie Prus Książęcych, ale występował również jako poseł na sejm węgierski w Preszburgu (1620).
Współpracował z biskupem warmińskim Szymonem Rudnickim w odzyskaniu przez katolików kościoła św. Mikołaja w Elblągu oraz wzmocnienia pozycji katolików w Królewcu.
Sadorski wykupił od Otto von der Groebena (m.in. właściciela Bezławek i Jeżewa) w 1617 r. 3 morgi ziemi, gdzie znajdowały się zasypane gruzem i ziemią fundamenty zniszczonej przez protestantów pierwszej świętolipskiej kaplicy. Do zakupu mogło dojść dzięki listom wspierającym m.in. króla Zygmunta III. Ostateczną transakcję wykupu gruntów o całkowitej powierzchni 5 łanów i 21 mórg Sadorski zrealizował w dniu 12 IV 1619 r. Konsekracji nowo wybudowanej kaplicy dokonał biskup Rudnicki 19 września 1619 r. Sadorski był przewidującym politykiem – w celu uniknięcia szykan ze strony protestantów zapewnił kaplicy patronat króla Zygmunta III, a grunty z kaplicą zapisał kapitule warmińskiej. Kapituła warmińska 18 sierpnia 1639 r. kaplicę przekazała w użytkowanie jezuitom. Układ ten potwierdzony został dekretami biskupa warmińskiego Mikołaja Szyszkowskiego z 1636 i 1639 r. oraz dekretem papieża Urbana VIII z dnia 2 stycznia 1641 r. Taktyka okazała się słuszna, kiedy w 1780 r. na terenie Prus nastąpiła kasata Zakonu Jezuitów – wszystko by przepadło. Ponieważ prawnym właścicielem później wybudowanego kościoła była kapituła warmińska, biskup Ignacy Krasicki mógł tam zatrudnić ojców jezuitów jako księży parafialnych.
Sadorskiego pochowano zgodnie z jego testamentem w kościele św. Jana Chrzciciela w Reszlu, gdzie było jego epitafium. Sadorskiemu epitafium w katedrze fromborskiej ufundowali również jej kanonicy.